# Patricia Gibney
Patricia Gibney (Mullingar, 1962) è una scrittrice irlandese di romanzi polizieschi.

## Biografia
Patricia Gibney è nata a Mullingar, nella Contea di Westmeath, città in cui ha vissuto tutta la sua vita e ha lavorato 30 anni con il Westmeath County Council.

### Carriera di scrittrice
Gibney si dedicò alla scrittura dopo la morte del marito all'età di 49 anni, nel 2009, tre mesi dopo che gli è stato diagnosticato un cancro. Dopo essersi "dedicata" all'arte e alla scrittura, autopubblicando un libro per bambini intitolato Spring Sprong Sally, Gibney iniziò poi a scrivere romanzi gialli, partendo da The Missing Ones (L'ospite inatteso), che venderà 100 000 copie; nel campo letterario, ha lavorato con l'Irish Writers Centre per migliorare la sua scrittura. Attraverso il suo secondo romanzo, The Stolen Girls (Le ragazze scomparse), ha acquisito un agente e un contratto di pubblicazione con Bookouture, che è stata poi acquistata da Hachette Publishing.

#### Romanzi polizieschi di Lottie Parker
I romanzi di Gibney fanno parte di una saga ambientata nell'immaginaria città irlandese di Ragmullin, anagramma della città reale di Mullingar, dove vive la protagonista Garda Detective Lottie Parker.

## Opere
- Spring Sprong Sally: In Her Spring Sprong World, ottobre 2011, ISBN 978-0957003507

Serie Detective Lottie Parker
1. L'ospite inatteso [The Missing Ones], traduzione di Sandro Ristori, Newton Compton, 2018  [2017], ISBN 978-88-227-2014-6.
2. Le ragazze scomparse [The Stolen Girls], traduzione di Laura Miccoli, Newton Compton, 2020  [2017], ISBN 978-882-273-999-5.
3. Uccidere ancora [The Lost Child], traduzione di Laura Miccoli, Newton Compton, 2020  [2017], ISBN 978-88-227-3919-3.
4. Nessun luogo è sicuro [No Safe Place], traduzione di Laura Miccoli, Newton Compton, 2021  [2018], ISBN 978-88-227-5323-6.
5. I bambini silenziosi [Tell Nobody], traduzione di Laura Miccoli, Newton Compton, 2022  [2018], ISBN 978-88-227-6181-1.
6. Un alibi di ferro [Final Betrayal], traduzione di Laura Miccoli, Newton Compton, 2023  [2019], ISBN 978-88-227-7356-2.
7. La verità sul caso Cara Dunne [Broken Souls], traduzione di Laura Miccoli, Newton Compton, 2024  [2019], ISBN 978-88-227-8186-4.
8. Angeli sepolti [Buried Angels], traduzione di Laura Miccoli, Newton Compton, 2025  [2020], ISBN 978-88-227-9184-9.
9. 2021 – Silent Voices
10. 2021 – Little Bones
11. 2022 – The Guilty Girl
12. 2023 – Three Widows
13. 2023 – The Altar Girls
14. 2024 – Her Last Walk Home